# Pohl Mihály
Pohl Mihály (Sopron, 1954. szeptember 26. –) a Lord együttes énekese, dalszövegíró.

## Életpályája

### A Lord előtt
Szülővárosában él. Általános iskola első és második osztályában kinevezték énekkari vezetőnek, de ezen kívül soha nem képezte a hangját.
A Fáy András Közgazdasági Szakközépiskolában érettségizett 1973-ban. Végzettsége képesített könyvelő, vállalati tervező és statisztikus. A középiskolai évek alatt került közelebb a zenéhez, ekkor alapította első zenekarát, amelyben saját maguk által készített hangszereken játszottak. Zenei ismereteit gitározással alapozta meg.
Az első igazi zenekara a soproni Roller együttes, amellyel országos amatőr fesztivált is nyertek. A helyileg igen népszerű banda folyamatosan lépett fel iskolai bálokon és rendezvényeken. A Roller együttes igényes rockzenét játszott.
Érettségi után egy soproni Tüzép-telepen helyezkedik el mint könyvelő, majd egy kis olajkúton boltvezető, később egy külkereskedelmi vállalat üdülőjének vezető helyettese, zenei pályafutása mindezekkel párhuzamosan zajlik.
A Lord zenekarral való megismerkedése szintén egy amatőr zenei fesztiválon történt, ahol mindkét zenekar részt vett. Itt figyelt fel egyedi hangjára Berger István, a Lord támogatója, aki 1980-ban személyesen kereste meg, hogy csatlakozzon a zenekarhoz. A Lordnak akkor nem volt énekese Sipőcz Ernő kiválása miatt, így boldogan mondott igent, és fájó szívvel, de örök barátsággal búcsúzott a Roller zenekartól.

### A Lord hangja
1981 januárjában lépett fel először Lord énekeseként Jákon. A Lord zenekarhoz való csatlakozása után a folyamatos koncertezések és a rengeteg munkával eltöltött évek végül is meghozták a zenekar első nagylemezét 1985-ben Big City Lights címmel, amelyet Ausztriában vettek fel. Három évre rá megjelent hazánkban az első Lord-lemez, melyet sorban követtek a többiek. 1988 – Szemedben a csillagok, 1989 – Ragadozók, 1990 – Lord 3, 1992 – Az utca kövén, 1993 – Olcsó és ügyes, 2002 – Lord 2002, 2006 – Kifutok a világból, 2010 – Örökké, 2017 – Lord 45, ezenkívül több válogatásalbum és koncertlemez. (bővebben ld.: Lord zenekar)
2014. június 9-én jelent meg szólólemeze Lazán és könnyedén címmel.
A Lord-dalok szövegeit együtt írta, formálta Balogh József költővel, ezenkívül számos dalszöveg írója. Ő az egyetlen, aki 1981-től napjainkig folyamatosan tagja a Lord zenekarnak.

### Családja
Nős, felesége Pohl Mihályné (keresztneve Gizella),  két fiú (Norbert, Dávid) édesapja. A kisebbik fiú,  Dávid a Pair'o Dice együttes gitárosa.[forrás?]

## Zenekarok
- Roller
- Lord (1982–)

## Diszkográfia
- 2014 – Pohl Mihály: Lazán és könnyedén (CD) – 2014, Hammer Records, Budapest
- 1985-től az összes Lord lemez (ld. Lord zenekar)

## Külső hivatkozások
- 40 éves a Lord – Beszélgetés Pohl Misivel – Friss.hu
- Pohl Mihály: A közönség szeretetét éveken át megtartani, az a mutatvány! – Kisalföld Archiválva 2016. május 23-i dátummal a Wayback Machine-ben
- Szólólemezt készített a Lord énekese – Cornandsoda
- Pohl Mihály - Lazán és könnyedén (2014) – lemezkritika, rockstation.hu